# Matt Jackson (football)
Pour les articles homonymes, voir Matt Jackson et Jackson.
Matt Jackson, né le 19 octobre 1971 à Leeds, est un footballeur anglais.

## Clubs successifs
- 1990-1991 : Luton Town  Angleterre
- 1991-1991 : Preston North End  Angleterre
- 1991-1992 : Everton  Angleterre
- 1992-1993 : Everton  Angleterre
- 1993-1994 : Everton  Angleterre
- 1994-1995 : Everton  Angleterre
- 1995-1996 : Everton  Angleterre
- 1996-1996 : Charlton  Angleterre
- 1996-1996 : Queens Park Rangers  Angleterre
- 1996-1996 : Birmingham City  Angleterre
- 1996-1997 : Norwich City  Angleterre
- 1997-1998 : Norwich City  Angleterre
- 1998-1999 : Norwich City  Angleterre
- 1999-2000 : Norwich City  Angleterre
- 2000-2001 : Norwich City  Angleterre
- 2001-2002 : Wigan Athletic  Angleterre
- 2002-2003 : Wigan Athletic  Angleterre
- 2003-2004 : Wigan Athletic  Angleterre
- 2004-2005 : Wigan Athletic  Angleterre
- 2005-2006 : Wigan Athletic  Angleterre
- 2006-2007 : Wigan Athletic  Angleterre
- 2007-2008 : Watford  Angleterre